# Acta Orientalia Academiae Scientiarum Hungaricae
Acta Orientalia Academiae Scientiarum Hungaricae ist eine vierteljährlich erscheinende, von Experten begutachtete wissenschaftliche Zeitschrift für Erstveröffentlichungen, die das Gebiet der Orientalistik abdeckt, einschließlich der Turkologie, der Mongolistik, der Mandschu-tungusischen, chinesischen, tibetischen, indischen, iranischen und semitischen Philologie, Linguistik, Literatur und Geschichte. Sie wurde 1950 gegründet und wird vom Verlag Akadémiai Kiadó der Ungarischen Akademie der Wissenschaften herausgegeben. Derzeitiger Chefredakteur ist Gábor Kósa.

## Indexierung und Abstracts
Die Zeitschrift wird indexiert im Arts & Humanities Citation Index, Bibliographie linguistique/Linguistic Bibliography, Historical Abstracts, MLA International Bibliography und Scopus, wo auch Abstracts erscheinen.